# Nicole DeHuff
Nicole DeHuff (Antlers, Oklahoma; 6 de enero de 1975 - Los Ángeles, California; 16 de febrero de 2005) fue una actriz estadounidense.

## Biografía
Nació el 6 de enero de 1975 en Antlers (Oklahoma).
Estudió interpretación en el Carnegie Mellon Acting Conservatory. Su primer papel fue en la película Meet the Parents con Robert De Niro y Ben Stiller y dirigida por Jay Roach.
Se casó con el actor Ari Palitz.
Tras acudir en tres ocasiones al hospital debido a una dolencia respiratoria que los médicos no lograron diagnosticar acertadamente, Nicole DeHuff falleció el 16 de febrero de 2005 en Los Ángeles a causa de una neumonía, a la temprana edad de 30 años.
Nicole DeHuff primeramente se dio a conocer a los espectadores cuando tuvo un papel en el exitoso filme de comedia, La familia de mi novia. 
Antes de que falleciera, Nicole fue diagnosticada equivocadamente con una bronquitis y se le prescribió Tylenol y un antibiótico, que empeoró su salud. El 16 de febrero de 2005, ella colapsó, y para cuando descubrieron que su enfermedad era neumonía, fue demasiado tarde.

## Filmografía
- "See Arnold Run". (2005)
- Sospechoso cero, dirigida por E. Elias Merhige. (2004)
- Meet the Parents (Los padres de ella/La familia de mi novia), dirigida por Jay Roach. (2000)
- El Señor Monk y el Repartidor de periódicos (temporada 2, episodio 10) Usa Cable entertainment 2003